# Mr. Tambourine Man (album)
Albums de The Byrds
Turn! Turn! Turn!
(1965)
Singles
1. Mr. Tambourine Man
Sortie : 12 avril 1965
2. All I Really Want to Do
Sortie : 14 juin 1965

Mr. Tambourine Man est le premier album du groupe américain The Byrds, paru en 1965.
Le magazine Rolling Stone l'a placé en 233e position de son classement des 500 plus grands albums de tous les temps. Il est également cité dans l'ouvrage de référence de Robert Dimery Les 1001 albums qu'il faut avoir écoutés dans sa vie.

## Titres

### Album original
| 1. | Mr. Tambourine Man           | Bob Dylan                 | 2:29 |
| 2. | I'll Feel a Whole Lot Better | Gene Clark                | 2:32 |
| 3. | Spanish Harlem Incident      | Bob Dylan                 | 1:57 |
| 4. | You Won't Have to Cry        | Bob Clark, Jim McGuinn    | 2:08 |
| 5. | Here Without You (en)        | Gene Clark                | 2:36 |
| 6. | The Bells of Rhymney (en)    | Idris Davies, Pete Seeger | 3:30 |

| 7.  | All I Really Want to Do    | Bob Dylan                   | 2:04 |
| 8.  | I Knew I'd Want You (en)   | Gene Clark                  | 2:14 |
| 9.  | It's No Use                | Gene Clark, Jim McGuinn     | 2:23 |
| 10. | Don't Doubt Yourself, Babe | Jackie DeShannon            | 2:54 |
| 11. | Chimes of Freedom          | Bob Dylan                   | 3:51 |
| 12. | We'll Meet Again           | Ross Parker, Hughie Charles | 2:07 |

### Rééditions
La réédition CD de Mr. Tambourine Man parue en 1996 inclut six titres bonus :
| 13. | She Has a Way                                      | Gene Clark                      |      |
| 14. | I'll Feel a Whole Lot Better (version alternative) | Gene Clark                      | 2:28 |
| 15. | It's No Use (version alternative)                  | Gene Clark, Jim McGuinn         | 2:24 |
| 16. | You Won't Have to Cry (version alternative)        | Gene Clark, Jim McGuinn         | 2:07 |
| 17. | All I Really Want to Do (version single)           | Bob Dylan                       | 2:02 |
| 18. | You and Me (instrumental)                          | Crosby, Gene Clark, Jim McGuinn | 2:11 |

## Musiciens

### The Byrds
- Jim McGuinn : guitare solo, chant
- Gene Clark : guitare rythmique, tambourin, chant
- David Crosby : guitare rythmique, chant
- Chris Hillman : basse
- Michael Clarke : batterie

### Musiciens supplémentaires
Les chansons Mr. Tambourine Man et I Knew I'd Want You, parues sur les deux faces du premier 45 tours des Byrds, sont respectivement chantées par Jim McGuinn et Gene Clark, mais les autres membres du groupe n'ont pas participé à leur enregistrement : l'accompagnement musical est réalisé par des musiciens de studio (« The Wrecking Crew »), avec McGuinn à la guitare comme seul représentant des Byrds. Les autres musiciens sont :
- Jerry Cole : guitare rythmique
- Larry Knechtel : basse
- Leon Russell : piano électrique
- Hal Blaine : batterie